# Székács József
Székács József (Orosháza, 1809. február 2. – Budapest, 1876. július 29.) a Bányai evangélikus egyházkerület püspöke 1860-tól 1872-ig, író, az MTA tagja, Székács Ferenc bíró, jogi szakíró apja.

## Életpályája
Apja sok gyermeket nevelő kézműves volt. A középiskolai hat osztályt a mezőberényi gimnáziumban végezte, ezt követően hitfelekezete soproni főiskoláján tanult tovább, ahol három éven át filozófiát és teológiát hallgatott. A főiskolán a Kis János által alapított, virágzó „magyar társaság” nevű önképzőkör lelkes tagja volt. Kis János pártfogolta, gyakoroltatta a szónoki rögtönzésben, költői kísérleteit pedig beküldte Kisfaludy Károly Aurorájába, ahol „Költő” című első verse meg is jelent az 1830-iki évfolyamban. Mivel nem volt pénze külföldi egyetemen továbbtanulni, kénytelen volt házinevelőséget vállalni a gazdag szerb Nikolics családnál. Növendékeivel két évet Karlócán, kettőt Pesten s egyet Eperjesen töltött, ahol azok jogot tanultak. Ő maga a kollégiumi tanács megbízásából a magyar nyelvből és irodalomból tartott előadásokat a hallgatóságnak, miközben felélesztette és elnökként vezette a főiskolabeli magyar társaságot. Karlócán, megismerkedve Stratimirovich érsek-pátriárkával, ennek költségén megtanulta a szerb nyelvet, egy Nikosz nevű ott tanuló görögtől pedig az ógörög nyelvet (cserében azért, hogy ő meg latinra tanította). Nemsokára azzal lepte meg az érseket, hogy szerb nyelven társalgott vele. A magyar közönség számára szerb dalokat és a görög antológiából epigrammákat adott ki a kassai Magyar Museumban. Annyira megkedvelte a lágy hangú szerb szerelmi dalokat és a méltóságteljes hősi énekeket, hogy azokból egész kötetre valót fordított, amelyeket azután 1836-ban barátja, Kunoss Endre adott ki Pesten. Ezzel ismertségre és tekintélyre tett szert a magyar irodalmi életben. 

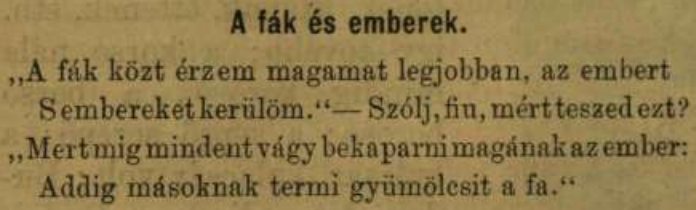
Egy epigrammája

1835 tavaszán Berlinbe utazott, ahol egy évig filozófiát és teológiát hallgatott és bölcsész-doktori oklevelet nyert. Ezután további látogatásokat tett Németországban, Hollandiában és Angliában. Később még nagyobb utazást tett Olaszországban Nápolyig és Svájcon keresztül vissza. Hazatérve ismét folytatta nevelői munkáját a Nikolics-háznál, valamint irodalmi munkásságát is. Plutarkhosz Paralleláiból fordított egy kötetet (Párhuzamos életrajzok) a Magyar Tudományos Akadémia számára, amely 1836-ban levelező tagjává választotta, és e művét 1847-ben kiadta.
1839-ben a Kisfaludy Társaság is tagjává választotta. A társaság ülésein felolvasott és évkönyveiben megjelent művei: A satiráról (Évk. III. köt. 1842); Bevezető beszédek Vajda Péterhez s Erdélyi Jánoshoz (Évk. IV. köt. 1844); Megnyitó beszéd a társaság 1841-iki 4-ik közgyűlésén (Évk. II. köt. 1841); Hogy lehet könnyen meggazdagodni? (szatíra, Évk. VI. köt. 1846); Új biblia (Egy élelmes író levele kiadójához, Évk. új folyam, II. köt. 1869); Horatiusi ódák (Évk. X. köt. 1875); Eredeti s Goethe-féle epigrammok (Évk. XI. köt. 1876); Platón Ion-jának fordítása. Irodalmi sikerei és kitüntetései folytán híres és keresett ember lett. 

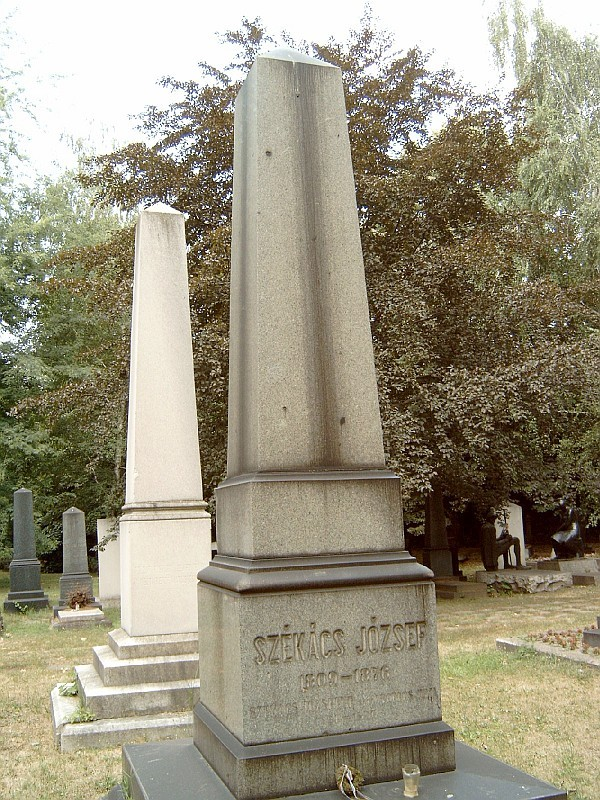
Sírja Budapesten. Kerepesi temető: 34/1-2-18.

Pesten 1835-ig a nagy létszámú, de csak kis részben magyar evangélikus egyháznak két idegen nyelvű papja volt, így csakhamar szükségessé vált a magyar evangélikus egyház alapítása is. Bajza József Székácsot javasolta a pesti evangélikus magyar egyház első papjának, és 1836-ban meg is választották. Szónoki híre gyorsan elterjedt a fővárosban és az országban. Amikor Zay Károly gróf a két protestáns felekezet unióját, Fáy András pedig egy Pesten felállítandó egyesült protestáns főiskola gondolatát vetette fel, Kossuth Lajos az indítványok érlelése céljából a Protestáns Egyházi és Iskolai Lap kiadását indítványozta, és ennek szerkesztésére Székácsot és Török Pált kérte fel. 1842-ben el is indult a lap, és ezzel Székács tevékenysége előtt egy új pálya nyílt meg: az egyházi íróé. A gazdag tartalmú lap, ami a protestáns szabadság és érdekek erős orgánuma volt, csak az 1848 utáni elnyomatás idején szűnt meg.
Székács József tanácsára a hitközség elemi iskoláját a fiúk számára négy, a lányokéra hat osztályos intézménnyé bővítették, és a tanítókat akkor páratlan fizetéssel (1200 forinttal) alkalmazták. Létrehozott egy teljes főgimnáziumot 14 tanárral, a papi hivatalok és iskolák számára díszes nagy épületet emelt és végrehajtotta a pesti szláv nyelvű evangélikus hitközség végkielégítését stb. 1854-ben Török Pállal együtt kiadták a Protestáns lelkészi tárt, a gyakorlati lelkészet körében előforduló egyházi munkálatok gyűjteményét. A protestáns autonómia elnyomására is kiterjedő 1859. évi Thun-féle pátens elleni tiltakozásul lemondott a még 1848 előtt elfoglalt egyházkerületi főjegyzői állásáról. Ekkor adta ki „A magyarhoni ágostai s helvét hitvallású evangélikusok szabad vallásgyakorlatát biztosító törvények” című munkáját. A nemzeti tiltakozás hatására a bécsi kormány 1860. május 15-én visszavonta a pátenst, így a protestáns önállóság sértetlen maradt. Ezután már semmi nem gátolta Székácsot, hogy egyházában elérje a legmagasabb tisztséget: az evangélikus bányakerület július 17-én, 176 szavazat közül 149-cel szuperintendenssé választotta. Tizenkét éves működése során számos reformot hajtott végre. 1866-ban kiadta „Imádságok és buzgólkodások” című imakönyvét és „Keresztyén katekizmus”-át, 1868-ban pedig „Kisebb imakönyv”-ét. 1866-ban országgyűlési képviselővé választották, a jénai egyetem pedig teológiai doktori címet adományozott számára.
Halála után az egyház vejét, Győry Vilmost választotta utódjává a hitszónoki székben.

## Műveinek listája

### Folyóiratcikkek
Költeményeket írt a Bajza Aurorájába (1834–37), az Athenaeumba (1837–40), az Emlénybe (1841), a Budapesti Árvízkönyvbe (II. 1839), a Nemzeti Almanachba (1841), a Magyar Tudományos Társaság Évkönyvébe (1842-től), a Pesti Divatlapba (1844–48), a Nemzetőrbe (1848), a Losonczi Phőnix (1851), Remény (1851), Szikszói Enyhlapok (1853) és Részvét Könyve c. albumokba; a Divatcsarnokba (1859), a Kisfaludy-Társaság Évlapjaiban (III. A szatiráról, VI. Ion, Plato beszélgetései közül, Hogy lehet könnyen meggazdagodni, satira, Uj F. II. Uj Biblia, IX., X. Horatius ódái, XI. Goethe velenczei epigrammáiból és eredeti epigrammák) stb.

### Önállóan megjelent művei
- 1. Szerb népdalok és hősregék az eredetiből ford. Kiadá Kunoss Endre. Pest, 1836. (2. jav. kiadás. Budapest, 1887. Olcsó Könyvtár 229).
- 2. Beköszöntő beszéd, mellyet nov. 11. tartott, midőn a budapesti ev. gyülekezet lelkipásztorává választatott. Pest, 1837.
- 3. Egyházi beszéd, mellyet a budapesti özönvíz napjai után az ág. hitv. ev. templomban ápr. 1. tartott. Pest, 1838.
- 4. Egyházi beszéd, Sz. Háromság utáni 24. vasárnapján. Pest, 1838.
- 5. A keresztény vallás katechismusa. Ziegenbein nyomán ford. Pest, 1841. (2. kiadás 1852., 3. k. 1860. 4. k. 1861., Uo. 5. k. Bpest, 1874. 6. k. Uo. 1885.).
- 6. A bányakerületi ág. hitv. ev. superintendentia egyházi Névtára 1842-re. Pest, (és 1861. Pest).
- 7. Imádságok és buzgólkodások... Pest, 1845. (2. kiadás. 1853., 3. k. 1866., Pest. 4. k. Budapest, 1892.).
- 8. Párhuzamos életrajzok Plutarchból. Buda, 1847. (Hellén Classicusok III.).
- 9. A magyarhoni ág. hitv. ev. egyház egyetemes névtára. Pest, 1848.
- 10. Egyházi beszéd, mellyet bold. Mária Dorothea cs. kir. főherczegasszony, magyarhoni nádorözvegy ő fensége halotti gyásztisztelete alkalmával 1855. máj. 3. tartott. Pest. 1855.
- 11. Siralom és vigasz... Gyászbeszéd, melyet gr. Teleki József halálozása ünnepén... márcz. 4. 1885. elmondott. Pest, 1855. (Török Pál gyászbeszédével együtt).
- 12. Igénytelen vélemények a két evangyélmi egyház ügyeinek igazgatását tárgyazó miniszteri törvényjavaslat felett. Pest, 1856. (Németül: ford. Hunfalvy János. Uo. 1856).
- 13. Egyházi beszéd Berzsenyi Dániel sírja felett 1860. jún. 14. Pest, 1860.
- 14. A magyarhoni ágost. és helv. hitvallásnak szabad és nyilvános vallásgyakorlatát biztosító törvények. Pest, 1860. Két kiadás. (Németül: Uo. 1860).
- 15. Kisebb imakönyv evang. keresztények számára. Pest, 1868.
- 16. Bányakerületi utasítások. Pest, 1870.
- 17. Összegyűjtött egyházi beszédei. Pest, 1871. (Petrik Géza Egyházi Könyvtára I.).

## Díjai, elismerései
- Királyi tanácsos;
- Lipót-rend lovagkeresztje[2]
- A Magyar Tudományos Akadémián barátja, Ballagi Mór tartott felette emlékbeszédet 1878. július 1-jén (megjelent az Akadémiai nyelvtudományi értekezések 1879. évi 7. kötetében 8. sz. alatt). Ezenkívül: Életképek (1847, I. 23.); Vasárnapi Újság (1861, 35. sz.; 1876, 32. sz.); Ország Tükre (1863, 23. sz.); Erdélyi Protestáns Közlöny (1876, 31. sz.); Fővárosi Lapok (1876, 174. sz.); Magyarország és a Nagyvilág (1876, 32. sz.); Reform (1873, 165-168. sz.).
- Sírja Budapesten, a Kerepesi temetőben található.